# 巴音淖日
巴音淖日是位于中国内蒙古自治区呼伦贝尔市新巴尔虎左旗巴音诺尔苏木西部的一个湖泊。其位置约在东经118°31′，北纬48°19′。湖面面积达1平方公里。巴音淖日在蒙古语中的意思是富湖。